# Luise Helm
Luise Helm (* 6. März 1983 in Ost-Berlin) ist eine deutsche Schauspielerin, Synchronsprecherin, Hörspiel- und Hörbuchsprecherin.

## Karriere
Sie wurde vor allem durch ihre Rolle der Lisa in der im Jahr 2000 erschienenen Teenager-Komödie Harte Jungs bekannt, in der sie neben Tobias Schenke und Axel Stein in einer größeren Nebenrolle agierte. In den folgenden Jahren war sie bevorzugt in diversen Fernsehkrimis wie Polizeiruf 110, Tatort oder Die Kommissarin zu sehen, spielte aber auch in den Kinofilmen Wie Feuer und Flamme (2001) und Am Tag als Bobby Ewing starb (2005) mit. Erfolg bescherte ihr auch der Fernsehfilm Königskinder. Außerdem spielte sie in der Jugendserie Outriders – Abenteuer Australien mit, die in Australien gedreht wurde.
Als Synchronsprecherin lieh sie unter anderem Scarlett Johansson (seit Match Point), Lauren Ambrose (Six Feet Under – Gestorben wird immer), Megan Fox (Transformers) und Shannon Elizabeth (Tatsächlich Liebe) ihre Stimme. Im Film Her von 2013 übernahm sie die Computerstimme Samantha, die im Original auch von Scarlett Johansson gesprochen wurde.
Luise Helms Vater Gunnar Helm und ihre Schwester Anne Helm sind ebenfalls im Bereich Schauspiel und Synchronisation tätig.
Seit 2019 spricht Luise Helm das Soundlogo der Marke Volkswagen. Ihre Stimme ist beispielsweise in Fernsehspots, Radiowerbung oder Online-Videos von Volkswagen zu hören. Im Februar 2021 war Helm Teil der Initiative #ActOut im SZ-Magazin, zusammen mit 184 anderen lesbischen, schwulen, bisexuellen, queeren, intergeschlechtlichen und transgender Personen aus dem Bereich der darstellenden Künste.

## Filmografie (Auswahl)

### Schauspielerin

#### Kino
- 2000: Schrott – Die Atzenposse
- 2000: Harte Jungs
- 2001: Wie Feuer und Flamme
- 2005: Am Tag als Bobby Ewing starb
- 2006: Neandertal
- 2007: Der Boden unter den Füßen (Kurzfilm)
- 2008: 1. Mai – Helden bei der Arbeit
- 2012: Die Essenz des Guten
- 2012: Du hast es versprochen (Stimme)
- 2013: Erbgut (Kurzfilm)
- 2017: The Deep Sky
- 2017: Konstruktion
- 2019: My Zoe
- 2021: Glück
- 2021: Als Susan Sontag im Publikum saß

#### Fernsehen
- 1994: Ein Bayer auf Rügen (Fernsehserie, Folge Valentin schlägt zu)
- 1995: Polizeiruf 110: Jutta oder Die Kinder von Damutz (Fernsehreihe)
- 1996: Tote sterben niemals aus
- 1996: Natascha – Wettlauf mit dem Tod
- 1996: 5 Stunden Angst – Geiselnahme im Kindergarten
- 1997: Lea Katz – Die Kriminalpsychologin: Das wilde Kind
- 1997: Der stille Herr Genardy
- 2000: Tatort: Einmal täglich (Fernsehreihe)
- 2001: Die Wache (Fernsehserie, Folge Einsames Verlangen)
- 2001: Ein Fall für zwei (Fernsehserie, Folge Tödliche Probe)
- 2001: Outriders – Abenteuer Australien (Outriders, Fernsehserie, 26 Folgen)
- 2002: Dr. Sommerfeld – Neues vom Bülowbogen (Fernsehserie, Folge Einsichten)
- 2002–2010: Polizeiruf 110 (Team Krause/Herz)
  - 2002: Braut in Schwarz
  - 2004: Das Zeichen
  - 2006: Kleine Frau
  - 2007: Gefährliches Vertrauen
  - 2008: Geliebter Mörder
  - 2010: Fremde im Spiegel
- 2003: Nicht ohne meinen Anwalt (Fernsehserie, Folge Entscheidungen fürs Leben)
- 2003: Königskinder
- 2004: Die Versuchung
- 2004: Die Kommissarin (Fernsehserie, Folge Der falsche Freund)
- 2005: Der Ermittler (Fernsehserie, Folge Bittere Wahrheit)
- 2005: Das Traumschiff: Burma/Myanmar (Fernsehreihe)
- 2006: Der letzte Zeuge (Fernsehserie, Folge Ich sterbe, Du lebst)
- 2006: Großstadtrevier (Fernsehserie, Folge Kindersegen)
- 2006, 2013, 2023: SOKO Köln (Fernsehserie, verschiedene Rollen, 3 Folgen)
- 2007: 12 heißt: Ich liebe dich
- 2007: Polizeiruf 110: Tod in der Bank
- 2008: KDD – Kriminaldauerdienst (Fernsehserie, Folge Am Abgrund)
- 2008: Liebe, Babys und ein großes Herz – Neue Wege
- 2008–2016: SOKO Leipzig (Fernsehserie, verschiedene Rollen, 3 Folgen)
- 2009: Kommissar Stolberg (Fernsehserie, Folge Die zweite Chance)
- 2010: Tatort: Vergissmeinnicht
- 2010: Ein Sommer in Marrakesch
- 2010: SOKO Stuttgart (Fernsehserie, Folge Der Prototyp)
- 2012: Letzte Spur Berlin (Fernsehserie, Folge Verantwortung)
- 2012, 2017: SOKO Wismar (Fernsehserie, verschiedene Rollen, 2 Folgen)
- 2014: Herzensbrecher – Vater von vier Söhnen (Fernsehserie, Folge Schlechte Nachrichten)
- 2014, 2019: Der Kriminalist (Fernsehserie, verschiedene Rollen, 2 Folgen)
- 2016: In aller Freundschaft (Fernsehserie, Folge Entscheidungen)
- 2016: Akte Ex (Fernsehserie, Folge Der Tote aus dem Moor)
- 2016, 2022: Notruf Hafenkante (Fernsehserie, verschiedene Rollen, 2 Folgen)
- 2017: Bettys Diagnose (Fernsehserie, Folge Schein und Sein)
- 2018: In aller Freundschaft – Die jungen Ärzte (Fernsehserie, Folge Späte Einsicht)
- 2018: Straight Family (Webserie, 5 Folgen)
- 2019: Praxis mit Meerblick – Auf zu neuen Ufern (Fernsehreihe)
- 2019: Jenny – echt gerecht (Fernsehserie, Folge Das Wellness-Wochenende)
- 2022: Ella Schön: Das Glück der Erde (Fernsehreihe)
- 2022: Der Schiffsarzt: (Fernsehserie, Folge Das verlorene Kind)
- 2023: Trunk – Locked in
- 2024: Morden im Norden (Fernsehserie, Folge Vergiftet)

### Synchronsprecherin
Scarlett Johansson
- 2001: Ein Amerikanischer Traum als Suzanne Sandor (15 Jahre)
- 2005: Match Point als Nola Rice
- 2006: The Black Dahlia als Kay Lake
- 2007: Nanny Diaries als Annie Braddock
- 2008: Die Schwester der Königin als Mary Boleyn
- 2008: Vicky Cristina Barcelona als Cristina
- 2009: Er steht einfach nicht auf Dich als Anna
- 2010: Iron Man 2 als Natalie Rushman / Natasha Romanoff / Black Widow
- 2011: Wir kaufen einen Zoo als Kelly Foster
- 2012: Marvel’s The Avengers als Natasha Romanoff / Black Widow
- 2012: Hitchcock als Janet Leigh
- 2013: Don Jon als Barbara Sugarman
- 2013: Her als Samantha
- 2014: Kiss the Cook – So schmeckt das Leben! als Molly
- 2014: The Return of the First Avenger als Natasha Romanoff / Black Widow
- 2014: Lucy als Lucy
- 2015: Avengers: Age of Ultron als Natasha Romanoff / Black Widow
- 2016: The First Avenger: Civil War als Natasha Romanoff / Black Widow
- 2017: Ghost in the Shell als Mira Killian / Motoko Kusanagi
- 2017: Girls’ Night Out als Jess
- 2017: Thor: Tag der Entscheidung als Natasha Romanoff / Black Widow
- 2018: Avengers: Infinity War als Natasha Romanoff / Black Widow
- 2019: Captain Marvel als Natasha Romanoff / Black Widow
- 2019: Avengers: Endgame als Natasha Romanoff / Black Widow
- 2019: Marriage Story als Nicole Barber
- 2020: Jojo Rabbit als Rosie Betzler
- 2021: Black Widow als Natasha Romanoff / Black Widow

Abbie Cornish
- 2006: Candy – Reise der Engel als Candy
- 2009: Bright Star als Frances „Fanny“ Brawne
- 2011: Sucker Punch als Sweet Pea
- 2017: Geostorm als Sarah Wilson

Megan Fox
- 2007: Transformers als Mikaela Banes
- 2008: New York für Anfänger als Sophie Maes
- 2009: Jennifer’s Body – Jungs nach ihrem Geschmack als Jennifer
- 2009: Transformers – Die Rache als Mikaela Banes
- 2010: Jonah Hex als Lilah
- 2011: Passion Play als Lily Luster
- 2011: Friends with Kids als Mary Jane
- 2012: Immer Ärger mit 40 als Desi
- 2014: Teenage Mutant Ninja Turtles als April O’Neil
- 2016: Teenage Mutant Ninja Turtles: Out of the Shadows als April O’Neil
- 2016–2017: New Girl (Fernsehserie, 15 Folgen) als Reagan
- 2019: Above the Shadows als Juliana
- 2020: Bataillon der Verdammten – Die Schlacht um Jangsari als Maggie Higgins
- 2023: The Expendables 4 als Gina

Sienna Miller
- 2007: Interview als Katya
- 2009: G.I. Joe – Geheimauftrag Cobra als Die Baroness
- 2012: Just Like a Woman als Marilyn
- 2015: American Sniper als Taya Kyle
- 2016: Die versunkene Stadt Z als Nina Fawcett
- 2020: 21 Bridges als Frankie Burns
- 2022: Anatomie eines Skandals als Sophie Whitehouse

Vidya Balan
- 2005: Parineeta – Das Mädchen aus Nachbars Garten als Lolita
- 2007: Eklavya – Der königliche Wächter als Rajjo
- 2007: Guru als Meenakshi Gupta
- 2007: Salaam-e-Ishq als Tehzeeb Hussain
- 2008: Kismat Konnection als Priya Saluja

#### Filme
- 2004: Für Faune A. Chambers in Girls United Again, Rolle: Monica Jones
- 2004: Für Pascale Hutton in Ginger Snaps II – Entfesselt, Rolle: Beth–Ann
- 2005: Für Kate Mara in Brokeback Mountain, Rolle: Alma Jr.
- 2007: Für Olivia Thirlby in Juno, Rolle: Leah
- 2007: Für Norah Jones in My Blueberry Nights, Rolle: Elizabeth
- 2007: Für Mandy Moore in Von Frau zu Frau, Rolle: Milly Wilder
- 2008: Für Rachael Taylor in Shutter – Sie sehen dich, Rolle: Jane Shaw
- 2010: Für Jennifer Love Hewitt in Die Liste, Rolle: Samantha Horton
- 2010: Für Caitlin Stasey in Tomorrow, When the War Began, Rolle: Ellie Linton
- 2010: Für Kristen Bell in Burlesque, Rolle: Nikki
- 2011: Für Gabriella Wilde in Die drei Musketiere, Rolle: Constance
- 2011: Für Emma Stone in Freunde mit gewissen Vorzügen, Rolle: Kayla
- 2012: Für Norah Jones in Ted, Rolle: Norah Jones
- 2012: Für Bérénice Marlohe in James Bond 007: Skyfall, Rolle: Sévérine
- 2013: Für Elizabeth Debicki in Der Große Gatsby, Rolle: Jordan Baker
- 2014: Für Brit Marling in I Origins – Im Auge des Ursprungs, Rolle: Karen
- 2015: Für Olga Kurylenko in A Perfect Day, Rolle: Katya
- 2016: Für Nazanin Boniadi in Ben Hur, Rolle: Esther
- 2017: Für Sylvia Hoeks in Blade Runner 2049, Rolle: Luv
- 2017: Für Rebecca Ferguson in Greatest Showman, Rolle: Jenny Lind
- 2019: Für Ruth Negga in Ad Astra – Zu den Sternen, Rolle: Helen Lantos
- 2020: Für Cara Gee in Ruf der Wildnis, Rolle: Françoise
- 2020: Für Elizabeth Debicki in Tenet, Rolle: Kat
- 2021: Für Priyanka Chopra Jonas in Matrix Resurrections, Rolle: Sati
- 2022: Für Ahna O’Reilly in Der Gesang der Flusskrebse, Rolle: Ma' Clark
- 2023: Für Hayley Atwell in Mission: Impossible – Dead Reckoning Teil Eins, Rolle: Grace

#### Fernsehserien
- 1994: Für Rei Sakuma in Eine fröhliche Familie, Rolle: Amy March
- 2001–2005: Für Lauren Ambrose in Six Feet Under – Gestorben wird immer, Rolle: Claire Fisher
- 2002: Für Fumiko Orikasa in Digimon Tamers, Rolle: Rika Nonaka
- 2004: Für Miyuki Sawashiro in Rozen Maiden, Rolle: Shinku (später ersetzt durch Tanja Schmitz)
- 2006: Für Beatrice Rosen in Charmed – Zauberhafte Hexen, Rolle: Maya
- 2006–2007: Für Katharine Isabelle in Supernatural, Rolle: Ava Wilson
- 2006–2007: Für Autumn Reeser in O.C., California, Rolle: Taylor Townsend
- 2006–2008: Für Sarah Carter in Shark, Rolle: Madeline Poe
- 2007–2011: Für Jessica Szohr in Gossip Girl, Rolle: Vanessa Abrams
- 2007–2011: Für Madeline Zima in Californication, Rolle: Mia Lewis
- 2008–2013: Für Anna Torv in Fringe – Grenzfälle des FBI, Rolle: Agent Olivia Dunham
- 2009: Für Hilary Duff in Ghost Whisperer – Stimmen aus dem Jenseits, Rolle: Morgan Jeffries
- 2009–2011: Für Billie Piper in Secret Diary of a Call Girl, Rolle Belle/Hannah
- 2011–2019: Für Ruth Wilson in Luther, Rolle: Alice Morgan
- 2012: Für Kali Hawk in New Girl, Rolle: Shelby
- 2012–2013: Für Torrey DeVitto in Vampire Diaries, Rolle: Dr. Meredith Fell
- 2013: Für Jordana Brewster in Dallas, Rolle: Elena Ramos (später ersetzt durch Manja Doering)
- 2013–2014: Für Bitsie Tulloch in Grimm, Rolle: Juliette Silverton
- 2020: Navy CIS: New Orleans für Katie Rose Clarke, Rolle: Veronica
- 2021: Navy CIS für Mariana Klaveno, Rolle: Margot Demint
- 2021, 2023: What If…? für Lake Bell, Rolle: Natasha Romanoff / Black Widow

## Hörspiele (Auswahl)
- 2006: Rolle: Kätchen im Gruselkabinett Folge 15 (Der Freischütz)
- 2008: Rolle: Elenor in Dodo. Wiederkehrende Figur in allen bisherigen Teilen.
- 2010: Rolle: Hedy Carlson in Die drei ??? und der DreiTag
- 2011: Rolle: Cassie in Grabesgrün
- 2014: Rolle: Claudia in Die Infektion I
- 2014: Robert Weber: Die Infektion II – Die Insel (Claudia) – Regie: Annette Kurth (Kriminalhörspiel – WDR)

- 2015–2017: Monster 1983, Lübbe Audio & Audible
- 2019 (Audible): Avengers – Infinity War. Das Original-Hörspiel zum Film, KIDDINX (Avengers: Infinity War)

## Hörbücher (Auswahl)
- 2011: Die Dämonenjägerin: Aller Anfang ist Hölle von Jana Oliver, Random House Audio, Deutschland, 12 Std. 24 min.
- 2011: Rolle: Juliet Ashton. Deine Juliet – Club der Guernseyer Freunde von Dichtung und Kartoffelschalenauflauf. Argon Verlag, Berlin ISBN 978-3-8398-1095-8, 6 CD, 449 min.
- 2013: Rolle: Louisa Clark. Ein ganzes halbes Jahr von Jojo Moyes, Argon Verlag, Berlin ISBN 978-3-8398-1234-1, MP3 CD, ungekürzt 884 min.
- 2013: Rolle: Ellie Haworth, Jennifer Sterling. Eine Handvoll Worte von Jojo Moyes, Argon Verlag, Berlin ISBN 978-3-8398-1282-2, 6 CDs, 471 min.
- 2013: Night School: Du darfst keinem trauen von C.J. Daugherty, Oetinger Media, 13 Std. 25 min.
- 2013: Night School: Der den Zweifel sät von C.J. Daugherty, Oetinger Media, 11 Std. 27 min.
- 2013: Night School: Denn Wahrheit musst du suchen von C.J. Daugherty, Oetinger Media, 10 Std. 40 min.
- 2014: Night School: Um der Hoffnung willen von C.J. Daugherty, Oetinger Media, 10 Std. 49 min.
- 2014: Die Frau, die nie fror von Elisabeth Elo, Hörbuch Hamburg, Hamburg ISBN 978-3-89903-597-1, 8 CDs, 562 Min.
- 2014: Black Box von Jennifer Egan, Buchfunk Verlag, Leipzig ISBN 978-3-86847-127-4, 1 CD, 79 Min.
- 2014: Weit weg und ganz nah von Jojo Moyes, Argon Verlag, Berlin ISBN 978-3-8398-1319-5, 7 CDs, 523 min.
- 2016: Die Spionin von Paulo Coelho, Diogenes Verlag, Zürich ISBN 978-3-257-80377-8, 3 CDs, 203 Min.[3]
- 2019: Der Gesang der Flusskrebse von Delia Owens, Hörbuch Hamburg, ISBN 978-3-95713-177-5 (ungekürzt: Audible, DE: Gold (Hörbuch-Award))[4]
- 2020: Auf diese Art zusammen von Jojo Moyes, Argon Verlag
- 2021: Die Frauen von Kilcarrion von Jojo Moyes (Audible exklusiv)
- 2021: Jeder Tag ist eine Schlacht, mein Herz von Andrew David MacDonald, der Audio Verlag, ISBN 978-3-7424-1659-9.
- 2021: Das Damengambit von Walter Tevis, Diogenes Verlag, ISBN 978-3-257-80432-4.
- 2022: Eine Frage der Chemie von Bonnie Garmus, Hörbuch Hamburg, ISBN 978-3-8449-3071-9 (Hörbuch-Download, DE: Gold (Hörbuch-Award))
- 2022: Die Ungeduldigen von Véronique Olmi, Bonnevoice Hörbuch Verlag München, (Hörbuch-Download)
- 2023: Mein Leben in deinem von Jojo Moyes, Argon Verlag & BookBeat, ISBN 978-3-7324-2021-6 (Hörbuch-Download)
- 2024: Das Haus der Wiederkehr von Jojo Moyes, Argon Verlag & Audible, ISBN 978-3-7324-7466-0 (Hörbuch-Download)
- 2025: Der Gott des Waldes von Liz Moore, der Audio Verlag, ISBN 978-3-7424-3443-2

## Auszeichnungen
- 2003 Deutscher Fernsehpreis: beste Nachwuchskünstlerin für Königskinder als Merle